# Pauline Grabosch
Pauline Sophie Grabosch (Magdeburgo, 14 gennaio 1998) è una pistard tedesca, vincitrice di cinque titoli mondiali Elite nella velocità a squadre e di tre titoli europei Elite nella medesima specialità.

## Palmarès

### Pista
- 2015 (Juniores)

Campionati europei, Velocità a squadre Junior (con Emma Hinze)
Campionati del mondo, Velocità a squadre Junior (con Emma Hinze)
Campionati del mondo, 500 metri a cronometro Junior
- 2016 (Juniores/Elite)

Campionati del mondo, 500 metri a cronometro Junior
Campionati del mondo, Velocità Junior
Campionati tedeschi, 500 metri a cronometro Junior
Campionati tedeschi, Keirin Junior
Campionati tedeschi, Velocità a squadre Junior (con Emma Götz)
Campionati tedeschi, Velocità Junior
Campionati tedeschi, Velocità a squadre (con Kristina Vogel)
2ª prova Coppa del mondo 2016-2017, 500 metri a cronometro (Apeldoorn)
- 2017

Grand Prix of Germany, Velocità a squadre (con Miriam Welte)
Campionati tedeschi, Velocità a squadre (con Kristina Vogel)
Campionati europei, 500 metri a cronometro Under-23
1ª prova Coppa del mondo 2017-2018, Velocità a squadre (Pruszków, con Kristina Vogel)
- 2018

5ª prova Coppa del mondo 2017-2018, Velocità (Minsk)
5ª prova Coppa del mondo 2017-2018, Velocità a squadre (Minsk, con Emma Hinze)
Campionati del mondo, Velocità a squadre (con Kristina Vogel e Miriam Welte)
- 2019

3ª prova Coppa del mondo 2019-2020, Velocità a squadre (Hong Kong, con Emma Hinze)
- 2020

Campionati del mondo, Velocità a squadre (con Lea Friedrich ed Emma Hinze)
Campionati europei, Velocità a squadre Under-23 (con Lea Friedrich e Alessa-Catriona Pröpster)
- 2021

Campionati del mondo, Velocità a squadre (con Lea Friedrich ed Emma Hinze)
- 2022

2ª prova Coppa delle Nazioni, Velocità a squadre (Milton, con Lea Friedrich ed Emma Hinze)
Campionati europei, Velocità a squadre (con Lea Friedrich ed Emma Hinze)
Campionati del mondo, Velocità a squadre (con Lea Friedrich ed Emma Hinze)
- 2023

Campionati europei, Velocità a squadre (con Lea Friedrich ed Emma Hinze)
Coppa delle Nazioni, Velocità a squadre (Giacarta, con Lea Friedrich, Alessa-Catriona Pröpster ed Emma Hinze)
Campionati del mondo, Velocità a squadre (con Lea Friedrich ed Emma Hinze)
- 2024

Campionati europei, Velocità a squadre (con Lea Friedrich ed Emma Hinze)

### Altri successi
- 2017

Classifica generale Coppa del mondo 2016-2017, 500 metri a cronometro

## Piazzamenti

### Competizioni mondiali
- Campionati del mondo su pista

Astana 2015 - Velocità a squadre Junior: vincitrice
Astana 2015 - 500 metri a cronometro Junior: vincitrice
Astana 2015 - Velocità Junior: 5ª
Astana 2015 - Keirin Junior: 10ª
Aigle 2016 - 500 metri a cronometro Junior: vincitrice
Aigle 2016 - Velocità Junior: vincitrice
Aigle 2016 - Keirin Junior: 25ª
Hong Kong 2017 - Velocità: 10ª
Hong Kong 2017 - 500 metri a cronometro: 5ª
Hong Kong 2017 - Keirin: 22ª
Apeldoorn 2018 - Velocità a squadre: vincitrice
Apeldoorn 2018 - Velocità: 3ª
Apeldoorn 2018 - 500 metri a cronometro: 4ª
Pruszków 2019 - 500 metri a cronometro: 15ª
Berlino 2020 - Velocità a squadre: vincitrice
Berlino 2020 - 500 metri a cronometro: 4ª
Roubaix 2021 - Velocità a squadre: vincitrice
Roubaix 2021 - 500 metri a cronometro: 4ª
Roubaix 2021 - Velocità: 6ª
Saint-Quentin-en-Yvelines 2022 - Vel. a squadre: vincitrice
Saint-Quentin-en-Yvelines 2022 - Velocità: 6ª
Saint-Quentin-en-Yvelines 2022 - 500 metri a cronometro: 10ª
Glasgow 2023 - Velocità: 9ª
Glasgow 2023 - 500 metri a cronometro: 5ª
Glasgow 2023 - Vel. a squadre: vincitrice
- Giochi olimpici

Parigi 2024 - Velocità a squadre: 3ª

### Competizioni europee
- Campionati europei su pista

Atene 2015 - Velocità Junior: 2ª
Atene 2015 - 500 metri a cronometro Junior: 2ª
Atene 2015 - Velocità a squadre Junior: vincitrice
Atene 2015 - Keirin Junior: 6ª
Saint-Quentin-en-Yvelines 2016 - 500 metri a cronometro: 2ª
Saint-Quentin-en-Yvelines 2016 - Velocità a squadre: 7ª
Saint-Quentin-en-Yvelines 2016 - Keirin: 11ª
Saint-Quentin-en-Yvelines 2016 - Velocità: 5ª
Anadia 2017 - Velocità Under-23: 2ª
Anadia 2017 - 500 metri a cronometro Under-23: vincitrice
Anadia 2017 - Keirin Under-23: 7ª
Berlino 2017 - 500 metri a cronometro: 2ª
Berlino 2017 - Keirin: 7ª
Berlino 2017 - Velocità: 4ª
Berlino 2017 - Velocità a squadre: 2ª
Fiorenzuola d'Arda 2020 - Velocità a squadre Under-23: vincitrice
Fiorenzuola d'Arda 2020 - Velocità Under-23: 2ª
Fiorenzuola d'Arda 2020 - 500 metri a cronometro Under-23: 2ª
Grenchen 2021 - Velocità: 9ª
Grenchen 2021 - Velocità a squadre: 2ª
Grenchen 2021 - 500 metri a cronometro: 2ª
Monaco di Baviera 2022 - Velocità a squadre: vincitrice
Monaco di Baviera 2022 - 500 metri a cronometro: 5ª
Grenchen 2023 - Velocità a squadre: vincitrice
Grenchen 2023 - Velocità: 2ª
Glasgow 2023 - 500 metri a cronometro: 5ª
Apeldoorn 2024 - Velocità a squadre: vincitrice
Apeldoorn 2024 - 500 metri a cronometro: 3ª
Heusden-Zolder 2025 - Velocità a squadre: 3ª